# مجزرة مدرسة المدفعية في حلب
مجزرة مدرسة المدفعية في حلب والتي وقعت في يوم السبت 16 حزيران/يونيو 1979م، في مدرسة المدفعية الواقعة في منطقة الراموسة في مدينة حلب السورية، وأسفرت عن مقتل 50 إلى 82 طالباً من طلاب المدرسة معظمهم من الطائفة العلوية وجرح حوالي 54 طالباً حسب الرواية الرسمية، ووفقًا لرواية الطليعة المقاتلة التي ذكرها أبو مصعب السوري عمر عبد الحكيم" في كتابه "الثورة الإسلامية الجهادية في سوريا"، قٌُتل 250 طالباً.

## تفاصيل الحادثة
في يوم 16 حزيران 1979م، قام النقيب إبراهيم اليوسف (ضابط التوجيه المعنوي والسياسي في المدرسة) والذي كان الضابط المناوب في ذلك اليوم بدعوة مجموعة من الطلاب من ضمنهم ماني محمود الهنيدي إلى الندوة (قاعة الطعام)، وعند امتلاء القاعة وقام بفرزهم طائفيا بهدف احتجازهم وإجبار نظام حافظ الاسد على الرضوخ لمطالبه ومنها وقف التمييز الطائفي المتبع في الجيش، ولكن الطلاب حاولو احتجازه فوقعت حادثة اطلاق النا راح ضحيتها قرابة ال٣٣ طالب ضابط وكان معه عدنان عقلة وآخرين من خارج المدرسة .

## خلفية تاريخية
بعد انقلاب عام 1970م، في سوريا والذي قاده وزير الدفاع آنذاك حافظ الأسد والذي ينتمي للطائفة العلوية، ورغبة منه في الاحتفاظ بالسلطة عن طريق السيطرة على الجيش العربي السوري، اتّبع حافظ الأسد سياسة تهدف إلى زيادة نسبة الضباط المناصرين له في الجيش العربي السوري، وترافق ذلك مع تسريح عدد كبير من الضباط السنة، وقد كان تركيزه على أجهزة المخابرات وسلاحي الطيران والمدفعية، فعلى سبيل المثال كان عدد الطلاب العلويين في مدرسة المدفعية في عام 1979 م لا يقل عن 270 طالباً في حين بلغ عدد الطلاب من باقي الطوائف بما فيها الطائفة السنية حوالي ثلاثين طالباً، ملاحظة نسبة العلويين تصل الى خمسة عشرة بالمائة من الشعب السوري.[بحاجة لمصدر]